# Shannon Miller
Shannon Miller (Rolla, 10 maart 1977) is een voormalig turnster uit de Verenigde Staten. Ze vertegenwoordigde haar vaderland op de Olympische Zomerspelen 1992 in Barcelona en de Olympische Zomerspelen 1996 in Atlanta.
In Barcelona behaalde ze 5 olympische medailles, waardoor ze dat jaar de beste Amerikaanse sporter was. In Atlanta behoorde ze tot het team dat zorgde voor Amerika's eerste olympische gouden medaille op de teammeerkamp. Met haar gouden medaille op de balk was ze ook de eerste turnster die voor Amerika olympisch goud behaalde op een individueel turnonderdeel, met uitzondering van de door de Oostbloklanden geboycotte Spelen in Los Angeles in 1984.
Miller nam niet deel aan de Wereldkampioenschappen in 1992 door een blessure die ze opliep na een val op de vloer tijdens de American Cup eerder dat jaar. Tijdens de Wereldkampioenschappen een jaar later viel ze drie keer van de balk, waardoor ze als laatste eindigde in de balkfinale en voor de sprongfinale moest ze zich terugtrekken wegens ziekte. Bij de Wereldkampioenschappen in 1995 moest ze zich door ziekte opnieuw terugtrekken uit de sprong- en vloerfinale. En bij de Wereldkampioenschappen een jaar later kon Miller opnieuw niet turnen door een blessure.
In 2006 kreeg Miller een plaats in de 'International Gymnastics Hall of Fame'. In 2011 werd ze gediagnosticeerd met eierstokkanker, een jaar later werd ze kankervrij verklaard.
Tegenwoordig is Miller onder andere een motiverend spreker, becommentarieert en analyseert ze turnwedstrijden, heeft ze haar eigen collectie van turnmatten en bescherming, heeft ze haar eigen turn- en fitnesskledingcollectie, is ze president van 'Shannon Miller Lifestyle' (voor een gezonde levensstijl (vooral bij vrouwen)), is ze president van de 'Shannon Miller Foundation' (tegen obesitas onder kinderen), en heeft ze meerdere boeken geschreven over sport en gezond leven.
Miller was van 1999 tot en met 2006 getrouwd met Christopher Phillips. In 2008 trouwde ze met John Falconetti en samen hebben zij een zoon, Rocco (2009), en een dochter, Sterling Diane (2013).

## Resultaten

### Olympische Zomerspelen
| Jaar | Plaats    | Resultaten                                                                     |
| ---- | --------- | ------------------------------------------------------------------------------ |
| 1992 | Barcelona | Teammeerkamp · Individuele meerkamp · 6e Sprong · Brug ongelijk · Balk · Vloer |
| 1996 | Atlanta   | Teammeerkamp · 8e Individuele meerkamp · 8e Sprong · Balk                      |

### Wereldkampioenschappen
| Jaar | Plaats       | Resultaten                                                                              |
| ---- | ------------ | --------------------------------------------------------------------------------------- |
| 1991 | Indianapolis | Teammeerkamp · 6e Individuele meerkamp · 6e Sprong · Brug ongelijk · 6e Balk · 4e Vloer |
| 1993 | Birmingham   | Individuele meerkamp · Brug ongelijk · 8e Balk · Vloer                                  |
| 1994 | Brisbane     | Individuele meerkamp · 7e Sprong · Balk · 4e Vloer                                      |
| 1995 | Sabae        | Teammeerkamp · 12e Individuele meerkamp · 7e Brug ongelijk · 4e Balk                    |

### Topscores
Hoogst behaalde scores op mondiaal niveau (Olympische Spelen- of Wereldkampioenschap-finales).
| Onderdeel            | Score  | Wedstrijd                   | Locatie      |
| -------------------- | ------ | --------------------------- | ------------ |
| Individuele meerkamp | 39.725 | Olympische Zomerspelen 1992 | Barcelona    |
| Sprong               | 9.837  | Olympische Zomerspelen 1992 | Barcelona    |
| Brug ongelijk        | 9.962  | Olympische Zomerspelen 1992 | Barcelona    |
| Balk                 | 9.912  | Olympische Zomerspelen 1992 | Barcelona    |
| Vloer                | 9.925  | Wereldkampioenschappen 1991 | Indianapolis |